# Крипак, Иван Сергеевич
Иван Сергеевич Крипак (09.11.1910—04.12.1974) — командир расчёта миномётной роты 2-го стрелкового батальона 929-го Ясского стрелкового полка (254-я стрелковая Черкасская ордена Ленина Краснознамённая, орденов Суворова, Кутузова, Богдана Хмельницкого дивизия, 73-й стрелковый корпус, 52-я армия, 1-й Украинский фронт), старший сержант, участник Великой Отечественной войны, кавалер ордена Славы трёх степеней.

## Биография
Родился 9 ноября 1910 года в селе Шарковщина ныне Миргородского района Полтавской области (Украина) в крестьянской семье. Украинец. В 1921 году окончил 3 класса. Работал в домашнем хозяйстве, затем в колхозе.
С 1933 по 1935 год проходил действительную срочную службу в Красной Армии. Повторно призван 29 сентября 1943 года. В действующей армии с 13 октября 1943 года. Воевал на Степном (с 20 октября 1943 года – 2-й Украинский) и 1-м Украинском фронтах. Принимал участие в битве за Днепр, Кировоградской, Корсунь-Шевченковской, Уманско-Ботошанской, Ясско-Кишинёвской, Сандомирско-Силезской, Нижнесилезской и Берлинской наступательных операциях. В боях трижды был ранен.
При овладении селом Свидовок (ныне Черкасский район Черкасская область, Украина) 18 ноября 1943 года пулемёт противника и до 5 солдат противника мешали продвижению наших войск. Наводчик миномёта Крипак И. С. уничтожил огневую точку противника, препятствовавшую продвижению наших стрелковых подразделений. Затем, перенеся огонь на вражеские траншеи, уничтожил 5 немецких солдат.
Приказом командира 254-й стрелковой дивизии от 21 февраля 1944 года красноармеец Крипак Иван Сергеевич награждён орденом Славы 3-й степени.
В ходе Уманско-Ботошанской наступательной операции 4 апреля 1944 года в районе села Стынка (ныне жудец Яссы, Румыния) пехота противника при поддержке бронетранспортёров атаковала боевые порядки 2-го батальона 929-го стрелкового полка. Командир миномётного расчёта Крипак И. С. открыл огонь и отсёк пехоту противника от бронетранспортёров. Только отдельные солдаты спаслись, сдавшись в плен нашим передовым стрелковым подразделениям. Продолжая вести огонь по залегшей пехоте, уничтожил до 30 вражеских солдат.
Приказом командующего 52-й армией от 7 июня 1944 года красноармеец Крипак Иван Сергеевич награждён орденом Славы 2-й степени.
При прорыве обороны противника с началом Ясско-Кишинёвской наступательной операции расчёт сержанта Крипака И. С. поддерживал огнём атакующие стрелковые подразделения северо-западнее города Яссы (Румыния). 20 августа 1944 года миномётчики уничтожили 3 огневые точки и до 20 вражеских солдат. Показал себя, как отважного и умелого командира расчёта. 7 сентября 1944 года приказом командира 929-го Ясского стрелкового полка сержант Крипак И. С. был награждён медалью «За отвагу».
В ходе Сандомирско-Силезской наступательной операции 23 января 1945 года на подступах к городу Бреслау расчёт старшего сержанта Крипака И. С. уничтожил 2 огневых точки и до 10 солдат противника. В бою был ранен, но продолжал управлять расчётом до полного выполнения боевой задачи.
Указом Президиума Верховного Совета СССР от 27 июня 1945 года за образцовое выполнение боевых заданий командования на фронте борьбы с немецкими захватчиками и проявленные при этом доблесть и мужество старший сержант Крипак Иван Сергеевич награждён орденом Славы 1-й степени.
В апреле 1945 года в бою Крипак И. С. был тяжело ранен в грудь. День Победы встретил в госпитале. В июле 1945 года демобилизован. Вернулся в родное село Шарковщина. Работал плотником в колхозе. Старшина в отставке (1969).
Умер 4 декабря 1974 года.

## Награды
- Полный кавалер ордена Славы:
  - орден Славы I степени (27.06.1945)[8];
  - орден Славы II степени (07.06.1944)[9];
  - орден Славы III степени (21.02.1944)[10];
- медали, в том числе:
  - «За отвагу» (07.09.1944)[11]

- - «В ознаменование 100-летия со дня рождения Владимира Ильича Ленина» (6 апреля 1970)
  - «За победу над Германией в Великой Отечественной войне 1941—1945 гг.» (9 мая 1945)
  - «За взятие Берлина» (9.5.1945)

- - «20 лет Победы в Великой Отечественной войне 1941—1945 гг.» (7 мая 1965[12])
  - «30 лет Победы в Великой Отечественной войне 1941—1945 гг.»[13]

- - «50 лет Вооружённых Сил СССР» (26 декабря 1967[14])
- Знак «25 лет победы в Великой Отечественной войне» (1970)

## Память
- На могиле установлен надгробный памятник
- Его имя увековечено в Главном Храме Вооружённых сил России, и навсегда запечатлено на мемориале «Дорога памяти»[15]
- В городе Миргород Полтавской области (Украина) установлен бюст И.С.Крипака.